# Яса (роман)
Яса — історично-пригодницький роман відомого українського письменника Юрія Мушкетика написаний в 1970—1974 рр. (перша редакція) і доповнений у 1987 році (друга редакція).

## Сюжет
Головні герої твору  — кошовий отаман Іван Сірко його джура Лаврін Перехрест, його кохана Киліяна і старий запорожець Мокій Сироватка. Мокій ледве не проспав татарський напад але вчасно запалив сигнальні вогні і попередив братів. А тим часом до кошового Сірка приїхала московська депутація просити щоб він віддав царевича Симеона. Потім Іван Сірко з Лавріном Перехрестом приїхали в якесь село і там був ярмарок і якісь дівчата попрохали Лавріна перевезти через річку і йому сподобалась одна красива дівчина з родимкою на правій щоці й він закохався. Але батько Киліяни (так звали дівчину) сказав щоб одружився потім. Через 3 місяця їде Лаврін з своїм товаришем Марком побачивши дівчину він в неї закохався але не хотів відбирати в друга наречену . Але турки з татарами нападають на Україну (їх веде сам турецький султан Мухамед Четвертий) і обложують Ладжин і Лаврін з Марком стають разом з ладижинцями на оборону міста. Після першої битви козаки взяли в полон сина татарського але в похміллі козацький полковник забив його, а сам з старшиною втік, з ним втік і Марко, але він потрапив в полон до татар. Після кількох битв козаки здалися і Лаврін втік шукати Киліяну, бо її взяли в ясир, але сам потрапив в полон аж у далеку Туреччину. А Мокій хотів знайти свого сина (він був йому батьком тільки цього ніхто не знав на Січі). Іван Сірко влаштував похід на татар, де розбив татарського хана і визволив тисячу полонених, але вони не хотіли йти назад на Україну в них тут родини, роботи і Сірко наказав порубати їх, а там був Марко він опинився в Криму в рабстві. А Лаврін в Туреччині тяжко працює і кохається з Киліяною поки не донесли цього до хазяїна їхнього і він їм запропонував поміняти віру й жити в Туреччині, Лаврін цього не захотів і його посадили за ребро, а Киліяну втопили. Мокій ніяк не зміг знайти свого сина і пішов в дозор.

## Екранізація
За мотивами роману було знято фільм «Чорна долина» режисер Борис Шуленко.

## Видання
- Яса. Київ, Радянський письменник, 1987.
- Яса. Київ, Дніпро, 1990. 831 с.
- Яса (у 2 томах). Харків, Фоліо, 2013. 843 с.